# 太原大司教区
ローマ・カトリック教会太原大司教区（ラテン語: Taeiuenen(sis)、中国語: 太原）は中華人民共和国の山西省太原に位置する大司教区である。

## 歴史
- 1890年6月17日：潞安教区（英語版）から山西北境教区として確立。
- 1924年12月3日：太原府教区に名称変更。
- 1946年4月11日：太原首都大司教区に昇進。
- 2022年8月28日：太原にある北寒天主堂（中国語版）が地元当局により解体[1]。

## 指導者
- 太原教区大司教（ローマ・カトリック教会）
  - 孟寧友（英語版）（2013年- ）
  - 李建唐（英語版）（1994年-2013年）
  - 張信（英語版）（1981年-1994年）
  - ドメニコ・ルカ・カポージ（英語版）、（中国名：李路加）フランシスコ会（1946年4月11日-1983年）

- 太原府教区司教代理（ローマ・カトリック教会）
  - ドメニコ・ルカ・カポージ（中国名：李路加）、（フランシスコ会、のちの大司教）（1940年1月12日-1946年4月11日）
  - オーガスト・フィオレンティーニ（中国名：鳳朝瑞）、（フランシスコ会）（1924年12月3日-1938年）

- 山西北境教区司教代理（ローマ・カトリック教会）
  - オーガスト・フィオレンティーニ（中国名：鳳朝瑞）、（フランシスコ会）（1916年7月7日-1924年12月3日）
  - ユージニオ・マッシ（英語版）（中国名：李賢）、（フランシスコ会）（1910年2月15日-1916年7月7日）
  - オーガスト・フィオレンティーニ（中国名：鳳朝瑞）、（フランシスコ会）（1902年3月16日-1909年11月18日）
  - グレゴリオ・グラッシ（中国名：艾士杰）（1890年6月17日-1900年7月19日）

## 付属司教区
- 大同教区（英語版）
- 汾陽教区（英語版）
- 洪洞教区（英語版）
- 潞安教区（英語版）
- 朔州教区（英語版）
- 榆次教区（英語版）